# Писаревский, Николай Фёдорович
Никола́й Фёдорович Писаре́вский (25 декабря 1919 — 28 января 1978) — командир звена 173-го гвардейского штурмового авиационного Слуцкого полка (11-я гвардейская штурмовая авиационная Нежинская Краснознамённая ордена Суворова дивизия, 16-я воздушная армия, 1-й Белорусский фронт), старший лейтенант. Герой Советского Союза.

## Биография
Родился 25 декабря 1919 года в городе Луганск. Русский. Призван в армию 10 мая 1939 года. Окончил Ульяновскую военную авиационную школу пилотов. Во время Великой Отечественной войны воевал на Центральном, Белорусском, 1-м Белорусском фронтах. На Центральном фронте участвовал в оборонительной фазе Курского сражения, а затем в Орловской наступательной операции. Поддерживал наземные войска фронта при освобождении левобережной Украины, при форсировании рек Десна, Днепр, Припять, боях за удержание и расширение Лютежского плацдарма севернее Киева. На Белорусском фронте принимал участие в освобождении Гомельской области Белоруссии в ходе Гомельско-Речицкой и Калинковичско-Мозырской наступательных операций.
К 26 августа 1944 года совершил 92 успешных боевых вылета на штурмовике Ил-2. Уничтожил 11 танков, 77 автомашин, 5 орудий полевой артиллерии, 32 зенитные точки, 32 повозки с боеприпасами, до 500 солдат и офицеров противника. К концу войны совершил более 130 боевых вылетов.
23 февраля 1945 года за мужество и героизм, проявленные при нанесении штурмовых ударов по врагу, Писаревскому Николаю Фёдоровичу присвоено звание Героя Советского Союза с вручением ордена Ленина и медали «Золотая Звезда».
После окончания войны продолжал службу в Военно-Воздушных Силах. С 1950 года в запасе. Жил и работал в Луганске. Скончался 28 января 1978 года.